# إثميا بهيجة
إثميا بهيجة (الاسم العلمي: Ethmia festiva) هي نوع من الحشرات تتبع جنس الإثميا من فصيلة الألاشستيات.